# Mimolophia brunnea
Mimolophia brunnea là một loài bọ cánh cứng trong họ Cerambycidae.